# Alfredo Fígaro
Alfredo Fígaro (nacido el 7 de julio de 1984 en Samaná) es un lanzador dominicano que jugó en las Grandes Ligas de Béisbol entre 2009 y 2010 para los Tigres de Detroit. Actualmente se encuentra lanzando para Samsung Lions en la Corea del Sur Béisbol Profesional.
Fígaro es primo del también lanzador dominicano Fernando Rodney.

## Carrera

### Grandes Ligas
Fígaro no fue elegido en el Draft de Grandes Ligas de Béisbol de 2006 y firmó con los Tigres de Detroit. Fue asignado al equipo de novatos, Gulf Coast League Tigers. Con GCL en 2006 tuvo un récord de 3-1 con una efectividad de 0.70 en 14 partidos, cuatro de ellos como abridor. En 2007, Fígaro comenzó la temporada en el nivel A con Oneonta Tigers y terminó con récord de 4-2 con una efectividad de 3.38 en 11 aperturas antes de ser llamado por los Lakeland Tigers. En Lakeland tuvo un récord de 0-2 en cuatro aperturas. Para comenzar 2008, los Tigres lo enviaron a otro de Sus tres afiliados de nivel A, los West Michigan Whitecaps. Con Whitecaps, Fígaro tuvo un récord personal en victorias (12), aperturas (19), juegos completos (2), entradas lanzadas (123) y ponches (96). Fue llamado de regreso a Lakeland para la segunda temporada y no obtuvo ninguna victoria, terminando con récord de 0-5, con una efectividad de 4.91 en cinco aperturas. Fígaro inició en 2009 en Doble-A con Erie SeaWolves y fue nombrado jugador de la semana de la Eastern League. Para la temporada tuvo una marca de 5-2 con una efectividad de 4.10.
Fígaro fue llamado a Grandes Ligas el 20 de junio de 2009, y para hacerle espacio, los Tigres designaron para asignación a Dane Sardinha. Hizo su debut en sustitución de Willis en la rotación de abridores. El 3 de julio de 2009, tuvo una marca de 1-1 con una efectividad de 7.36 y ponchó a 12 en 11 innings y dos aperturas. En su segunda apertura permitió siete carreras limpias y 10 hits en tres entradas ante los Houston Astros. Fue degradado a Triple-A con Toledo Mud Hens y sustituido por Luke French el 29 de junio de 2009.

### Liga Japonesa
El 14 de diciembre de 2010, los Tigres le vendieron su contrato a Orix Buffaloes en la Liga Japonesa.